# 托尔纳科
托尔纳科（義大利語：Tornaco），是意大利诺瓦拉省的一个市镇。总面积13平方公里，人口875人，人口密度67.3人/平方公里（2009年）。ISTAT代码为003146。